# Hanönü
Hanönü là một huyện thuộc tỉnh Kastamonu, Thổ Nhĩ Kỳ. Huyện có diện tích 359 km² và dân số thời điểm năm 2007 là 4487 người, mật độ 12 người/km².